# Petja Nedełczewa
Petja Nedełczewa (ur. 30 lipca 1983 w Starej Zagorze) – bułgarska badmintonistka, trzykrotna uczestniczka Letnich Igrzysk Olimpijskich w 2004, 2008 i 2012.